# Ulrich Kündig

Ulrich Kündig (1982)

Ulrich Kündig (* 2. November 1935 in Winterthur) ist ein Schweizer Dokumentarfilmer, Drehbuchautor und Regisseur. Er war von 1980 bis 1988 Direktor des Schweizer Fernsehens.

## Leben
Ulrich Kündig machte seine Matura am Gymnasium in Winterthur und schloss 1960 an der Schule für Gestaltung in Zürich als diplomierter Fotograf ab.
In den nächsten Jahren war er in verschiedenen Funktionen bei Condor Films in der Filmproduktion tätig als Produktionsleiter, Kameramann, Drehbuchautor und Regisseur. Dafür erhielt er zahlreiche Auszeichnungen an internationalen Filmfestivals. Während dieser Zeit entstand auch der mehrfach preisgekrönte Kurzfilm Schellen-Ursli.
Parallel dazu war er auch in Theater und Oper in der Gestaltung von Filmprojektionen als Teil des Gesamtkunstwerks tätig: Am Opernhaus Zürich, am Schauspielhaus Zürich und an den Staatsopern München und Stuttgart.
1972 wurde er Ausbildungsleiter beim Schweizer Fernsehen, dann Koordinator einer grossen Reorganisation, anschliessend Leiter der Unternehmensplanung bei der SRG. Nach seiner Amtsübernahme 1980 als Direktor des Schweizer Fernsehens leitete Kündig dann jene Reformen ein, die zum Programm 85 führten.
1988 wurde er Direktor der Programmdienste Radio und Fernsehen der SRG und war unter anderem zuständig für die Publikumsforschung von Radio- und Fernsehen.
Von 1988 bis 1997 war er Mitglied des Verwaltungsrates der Schweizerischen Depeschenagentur.
Von 1994 bis 1998 war Kündig Direktor von Schweizer Radio International.
1998 gründete Ulrich Kündig die eigene Firma „polycom“, die in den Bereichen Medientraining für elektronische Medien und Beratung von Radioprojekten in Osteuropa tätig ist.
Die Nachfolge von Ulrich Kündig in seiner Funktion als Fernsehdirektor übernahm 1988 Peter Schellenberg.